# Fundacja „Pomóż Im”
Fundacja Pomóż Im – organizacja pożytku publicznego powstała w 2007 roku w Białymstoku. W 2009 roku powołała Białostockie Hospicjum dla Dzieci, które opiekuje się nieuleczalnie chorymi dziećmi z województwa podlaskiego. Fundacja wyrosła ze Stowarzyszenia na rzecz Dzieci z Chorobami Nowotworowymi i do dziś pomaga małym pacjentom z problemami nowotworowymi.

## Powstanie
9 kwietnia 1991 roku lekarze z pomocą rodziców założyli Stowarzyszenie Przyjaciół na rzecz Dzieci z Chorobami Rozrostowymi. Z dniem 2 lipca 2007 roku Stowarzyszenie zostało przekształcone w Fundację Pomóż Im. Pierwszym prezesem Fundacji była dr Elżbieta Solarz. Przy wsparciu Warszawskiego Hospicjum dla Dzieci 1 marca 2009 roku Fundacja powołała Białostockie Hospicjum dla Dzieci.

## Działalność
Fundacja skupia się na pomocy małym pacjentom w Białostockim Hospicjum dla Dzieci i w trakcie leczenia w Klinice Onkologii i Hematologii Dziecięcej Uniwersytetu Medycznego w Białymstoku. Wspiera także dzieci po przebytej chorobie nowotworowej.
Trzon fundacji stanowią wolontariusze, którzy mieli kontakt z dziećmi wspieranymi przez Fundację lub sami byli pacjentami Kliniki Onkologii Dziecięcej. Każdy, bez względu na wiek, może zostać wolontariuszem.
Do działań Fundacji można zaliczyć:
- umilenie pobytu leczonym dzieciom przez wolontariuszy poprzez: wspólne zabawy, warsztaty artystyczne i kulinarne[5], odwiedziny znanych osób,
- wyposażenie kliniki w sprzęt audiowizualny, przybory rysunkowe i szkolne,
- tworzenie wspierającej przestrzeni przez ubarwienie korytarzy kliniki rysunkami,
- opieka rodziców nad wszystkimi dziećmi, aby dać im poczucie bezpieczeństwa i przeciwdziałać uczuciu osamotnienia,
- propagowanie idei pomocy chorym dzieciom na całą Polskę, np. kalendarz 2015 „Bohater kontra bohater”[6][7]
- organizacja kolonii[8], turnusów rehabilitacyjnych, kwest, akcji charytatywnych tj. bieg Ekiden[9]

W 2009 Fundacja Pomóż Im przystąpiła do programu Pola Nadziei – polskiej kampanii promującej opiekę paliatywną. Z dniem 1 marca 2009 powołano do życia Domowe Hospicjum dla Dzieci, które udziela pomocy pacjentom nieuleczalnie chorym w ich domach korzystając z pomocy lekarzy, pielęgniarek, rehabilitantów, psychologów, duszpasterzy odwiedzających podopiecznych i dostępnych 24 godziny na dobę. Hospicjum organizuje również grupy wsparcia w żałobie polegające na zmniejszeniu bólu po stracie dla całej rodziny przez wspólne spotkania z psychologiem lub kapłanem.
Działalność Fundacji jest wspierana przez znane postacie, jak m.in.: Edward Linde-Lubaszenko, Olaf Lubaszenko, Anna Romantowska, Jerzy Maksymiuk, Przemysław Sadowski, Rafał Kamiński, Paweł Małaszyński, Tomasz Bagiński, Monika Dryl, Tomasz Karolak.

## Prezesi
- od 2019 – Elżbieta Solarz
- 2018–2019 – Tomasz Machelski
- 2014–2018 – Arnold Sobolewski
- 2013 – Szczepan Kamil Barszczewski
- 2007–2012 – Elżbieta Solarz

## Środki finansowe
Fundacja jest organizacją pożytku publicznego i aby funkcjonowała, wymaga pokrycia kosztu leków, opieki medycznej, socjalnej, dojazdów, sprzętu medycznego, zaplecza technicznego i logistycznego.
- wpłaty 1% podatku – główne źródło finansowania
- działalność charytatywna – zbiórki publiczne, darowizny
- Narodowy Fundusz Zdrowia – uzyskane środki pozwalają na pokrycie podstawowych elementów działalności medycznej, nie są wystarczające na całość opieki

## Nagrody
- 2014 – Medal „Serce Ziemi” Międzynarodowej Federacji Koluchstyl[12]
- 2012 – Wyróżnienie w konkursie Inicjatywa Społeczna Roku 2012 za kampanię społeczną „Pola Nadziei 2011/2012”[13]
- 2011 – Wyróżnienie w konkursie Barwy Wolontariatu 2011 dla wolontariusza Łukasza Kononiuka
- 2008 – Złote Klucze „Kuriera Porannego” 2008[14]